# Jean Nelissen
Jean Nelissen, né à Vroenhoven le 3 juin 1924 et mort le 6 juillet 2005, est un joueur de football international belge actif durant les années 1950. Il effectue toute sa carrière au Royal Club Sportif Verviétois, où il occupe le poste de défenseur. Il combattit dans la Brigade Piron pendant la Seconde Guerre mondiale.

## Carrière en club
Jean Nelissen commence le football dans le club de Bilzerse VV, qui évolue au sortir de la Seconde Guerre mondiale dans les séries provinciales limbourgeoises. En 1948, il est recruté par le Royal Club Sportif Verviétois, un club qui vient d'être promu en deuxième division. Le joueur s'impose rapidement dans le onze de base et devient un des piliers de la défense verviétoise. Après plusieurs saisons moyennes conclues en milieu de classement, le club remporte le titre de champion en 1956 un peu à la surprise générale et remonte en Division 1 pour la première fois depuis trente ans. La même année, le club dispute la finale de la Coupe de Belgique mais s'incline 2-1 face au Racing Club Tournai, qui évolue également en deuxième division.
Après la montée, Jean Nelissen conserve sa place dans le onze de base et réalise de bonnes prestations en championnat, qui lui valent d'être appelé à cinq reprises en équipe nationale belge durant l'année 1957. Il dispute son premier match international le 28 avril 1957, à l'âge de 32 ans et 329 jours, ce qui fait de lui le deuxième « néo-Diable Rouge » le plus âgé à l'époque, après Jozef Van Looy.
Les deux saisons suivantes, les résultats du club sont moins bons et le joueur n'est plus convoqué chez les « Diables Rouges ». Finalement, il décide en 1960, juste avant ses 36 ans, de quitter son club de cœur et rejoint Malmedy, qui milite en provinciales, pour y terminer sa carrière de joueur. Un an plus tard, le RCS Verviétois termine dernier et est relégué en Division 2. Il ne reviendra plus jamais au plus haut niveau national.
Après sa retraite, Jean Nelissen reste impliqué dans le football régional liégeois durant de longues années. Il perd la vie dans un accident de la route le 6 juillet 2005.

### Statistiques
| Saison                | Club                  | Championnat           | Championnat | Championnat | Coupe(s) nationale(s) | Coupe(s) nationale(s) | Total | Total |
| Saison                | Club                  | Division              | M.          | B.          | M.                    | B.                    | M.    | B.    |
| 1948-1949             | R. CS Verviétois      | Division 2            | -           | -           | 0                     | 0                     | 0     | 0     |
| 1949-1950             | R. CS Verviétois      | Division 2            | -           | -           | 0                     | 0                     | 0     | 0     |
| 1950-1951             | R. CS Verviétois      | Division 2            | -           | -           | 0                     | 0                     | 0     | 0     |
| 1951-1952             | R. CS Verviétois      | Division 2            | -           | -           | 0                     | 0                     | 0     | 0     |
| 1952-1953             | R. CS Verviétois      | Division 2            | -           | -           | 0                     | 0                     | 0     | 0     |
| 1953-1954             | R. CS Verviétois      | Division 2            | -           | -           | -                     | -                     | 0     | 0     |
| 1954-1955             | R. CS Verviétois      | Division 2            | -           | -           | -                     | -                     | 0     | 0     |
| 1955-1956             | R. CS Verviétois      | Division 2            | -           | -           | -                     | -                     | 0     | 0     |
| 1956-1957             | R. CS Verviétois      | Division 1            | -           | -           | 0                     | 0                     | 0     | 0     |
| 1957-1958             | R. CS Verviétois      | Division 1            | -           | -           | 0                     | 0                     | 0     | 0     |
| 1958-1959             | R. CS Verviétois      | Division 1            | -           | -           | 0                     | 0                     | 0     | 0     |
| 1959-1960             | R. CS Verviétois      | Division 1            | -           | -           | 0                     | 0                     | 0     | 0     |
| Total sur la carrière | Total sur la carrière | Total sur la carrière | 0           | 0           | 1                     | 0                     | 1     | 0     |

## Carrière internationale
Jean Nelissen compte cinq convocations en équipe nationale belge, pour autant de matches joués. Il dispute son premier match avec les « Diables Rouges » le 28 avril 1957 en déplacement face aux Pays-Bas et son dernier le 17 novembre 1957 contre cette même équipe.

### Liste des sélections en équipe nationale
Le tableau ci-dessous reprend toutes les sélections de Jean Nelissen. Le score de la Belgique est toujours indiqué en gras.
| Date       | Compétition                                  | Adversaire | Lieu      | Score | Remarque |
| ---------- | -------------------------------------------- | ---------- | --------- | ----- | -------- |
| 28/04/1957 | Match amical                                 | Pays-Bas   | Amsterdam | 1-1   |          |
| 26/05/1957 | Match amical                                 | Roumanie   | Bruxelles | 1-0   |          |
| 05/06/1957 | Éliminatoires Coupe du monde 1958 (Groupe 2) | Islande    | Bruxelles | 8-3   |          |
| 27/10/1957 | Éliminatoires Coupe du monde 1958 (Groupe 2) | France     | Bruxelles | 0-0   |          |
| 17/11/1957 | Match amical                                 | Pays-Bas   | Rotterdam | 5-2   |          |